# إيفان بويوفيتش
إيفان بويوفيتش هو لاعب كرة قدم روسي في مركز الدفاع، ولد في 17 مارس 1977 في بودغوريتسا في الجبل الأسود. لعب مع رادنيتشكي نيش وزالايغيرزيغي تورنا إغيليت ونادي تشوكاريتشكي.